# Michael Gerber
Michael Gerber (Oberkirch, 15 de janeiro de 1970) é bispo da Diocese de Fulda .

## Vida
Michael Gerber estudou depois de se formar a partir do Hans-Furler-Gymnasium em Oberkirch 1989-1995 filosofia e teologia católica na Universidade de Freiburg e na Pontifícia Universidade Gregoriana , em Roma .
Depois de trabalhar em Bietigheim perto de Rastatt (1992-1993) e na paróquia "Herz Jesu" em Ettlingen e na paróquia de St. Georg em Völkersbach, perto de Malsch (1995-1996), recebeu a ordenação do diácono em 1996 . Em 11 de maio 1997, ele recebeu pelo arcebispo Oskar Saier o sacramento de Ordens Sagradas . Ele era capelãoem Malsch perto de Ettlingen (1997-1999) e pastor da escola secundária da congregação universitária católica Freiburg-Littenweiler (1999-2001). Em 2002, tornou-se Subdiretor do Convicto Teológico do Arcebispo e se envolveu na fase de estudo dos candidatos do sacerdócio. Em 2006, Gerber foi nomeado Subregens no Seminário do Arcebispo Freiburg. Em 2007, ele estava com uma tese sobre fundamentos teológicos e antropológicos para a formação e capacitação de vocações espirituais para Dr. Theol. doutorado (magna cum laude). De 2011 a 2014 foi Regens do seminário do Arcebispo Collegium Borromaeum em Freiburg im Breisgau. Desde a sua juventude, ele esteve envolvido no Movimento de Schoenstatte se juntou ao sacerdote diocesano do Instituto Secular Instituto Schoenstatt durante seus estudos . De 2005 a 2013 foi membro do Governo Geral do sacerdócio internacional. 
Em 12 de junho 2013, nomeado Papa Francis ao bispo titular de Migirpa e bispo auxiliar em Freiburg. A consagração episcopal doou-o ao arcebispo de Freiburg, Robert Zollitsch, no dia 8 de setembro do mesmo ano em Freiburg Minster . Os co-conselheiros foram os Bispos Auxiliares de Friburgo Bernd Uhl e Rainer Klug . Seu lema é Tecum in foedere ("Com você na aliança").
Michael Gerber é um membro da Comissão para as profissões do clero e serviços da Igreja e da Comissão da Juventude dos Conferência Episcopal Alemã . 

## Brasão
| episcopado                 | Brasão    | Brasão do escudo:                                        |
| Bispo-auxiliar em Freiburg | zentriert | Brasão de Michael Gerber como Bispo-auxiliar de Friburgo |
| Bispo de Fulda             | zentriert | Brasão de Michael Gerber como Bispo de Fulda             |

## Links da Web
- Cheney, David M. «Bischof» (em inglês). Catholic-Hierarchy.org
- Erzbistum Freiburg: Michael Gerber zum neuen Weihbischof ernannt,  12. Juni 2013
- Badische Zeitung: Michael Gerber – der päpstliche Quartiergeber, 13. September 2011